# Слупецки окръг
Слупецки окръг (на полски: Powiat słupecki) е окръг в Централна Полша, Великополско войводство. Заема площ от 838,01 км2. Административен център е град Слупца.

## География
Окръгът се намира в историческия регион Великополша.

## Население
Населението на окръга възлиза на 59 792 души (2012 г.). Гъстотата е 71 души/км2.

## Административно деление
Административно окръгът е разделен на 8 общини.
Градска община:
- Слупца

Градско-селска община:
- Община Загоров

Селски общини:
- Община Лондек
- Община Орхово
- Община Островите
- Община Повидз
- Община Слупца
- Община Стшалково

## Галерия
- Загоров
- Слупца